# Cochlearia sempervivum
Cochlearia sempervivum là một loài thực vật có hoa trong họ Cải. Loài này được Boiss. & Balansa mô tả khoa học đầu tiên năm 1856.